# Palais Esterházy (Budapest)
Pour les articles homonymes, voir Palais Esterházy.
 (octobre 2024).
Si vous disposez d'ouvrages ou d'articles de référence ou si vous connaissez des sites web de qualité traitant du thème abordé ici, merci de compléter l'article en donnant les références utiles à sa vérifiabilité et en les liant à la section « Notes et références ».
Le Palais Esterházy (en hongrois : Esterházy-palota) est un édifice situé dans le 8e arrondissement de Budapest,.